# Verena Gasslitter
 Verena Gasslitter, née le 12 octobre 1996 à Bressanone, est une  skieuse alpine italienne.

## Biographie
En 2013 à Poiana Brașov elle remporte le slalom géant du Festival olympique de la jeunesse européenne, et termine 2e avec l'Italie de l'épreuve par équipe.
En 2015, elle termine dans le top-10 de la descente et du super G des Championnats du monde Juniors à Hafjell.
L'année suivante en 2016, elle prend la 3e place du super G des Championnats du monde Juniors à Sotchi. Cette même année elle remporte la Coupe d'Europe de super G, et elle prend la 5e place du classement général de la Coupe d'Europe.
Le 4 décembre 2016, elle se blesse gravement au super G de Coupe du monde de Lake Louise. De retour à l'entrainement en septembre 2017, elle se fracture le tibia. L'ensemble de ses blessures la tiennent finalement éloignée du circuit pendant trois longues années. Elle revient courageusement à la compétition début 2020. Elle obtient ses premiers points en Coupe du monde dans le super G de Val d'Isère fin décembre 2020.
En avril 2022, elle met fin à sa carrière à la suite de ses problèmes de genou.

## Palmarès

### Championnats du monde juniors
| Épreuve / Édition     | Descente | Super G | Slalom géant | Slalom | Combiné | Team event |
| Mondiaux 2015 Hafjell | 7e       | 9e      | Abandon      | -      | 15e     | -          |
| Mondiaux 2016 Sotchi  | -        | Bronze  | Abandon      | -      | 18e     | -          |

### Coupe d'Europe
5 podiums dont 1 victoire en 2016 en super G à Davos

#### Classements
| Saison / Épreuve | Saison / Épreuve | Général | Général | Descente | Descente | Super G | Super G | Slalom géant | Slalom géant | Slalom | Slalom | Combiné | Combiné |
| ---------------- | ---------------- | ------- | ------- | -------- | -------- | ------- | ------- | ------------ | ------------ | ------ | ------ | ------- | ------- |
| Saison / Épreuve | Saison / Épreuve | Class.  | Points  | Class.   | Points   | Class.  | Points  | Class.       | Points       | Class. | Points | Class.  | Points  |
| 2016             | 2016             | 150e    | 16      | -        | -        | 54e     | 15      | -            | -            | -      | -      | 40e     | 5       |
| 2015             | 2015             | 47e     | 177     | 15e      | 46       | 12e     | 103     | 52e          | 28           | -      | -      | -       | -       |
| 2014             | 2014             | 5e      | 569     | 8e       | 90       | 1re     | 340     | 40e          | 39           | -      | -      | -       | -       |

### Festival Olympique de la Jeunesse Européenne
| Épreuve / Édition       | Slalom géant | Slalom | Team event |
| FOJE 2013 Poiana Brașov | 29e          | Or     | Argent     |